# Посольство Рюкю в Чосон
Дипломатические отношения между государствами Рюкю и Чосоном начались в 1392 году. Во времена государство Корё было посланники Рюкю были записаны как первое иностранные миссей. Между 1392—1527 годах Королевство Рюкю вступало в прямые активные дипломатические и торговые отношения с государством Чосон. После 1527 года прямые отношения с Кореей прекратились, а до 1638 года отношения с Кореей осуществлялись лишь косвенно, через Пекин. В период с 1638 по 1891 год отношения Рюкю с Кореей были в основном ограничены обменом посольства.